# Joseph Slater, Baron Slater
Joseph „Joe“ Slater, Baron Slater (* 13. Juni 1904; † 21. April 1977) war ein britischer Politiker der Labour Party, der zwanzig Jahre lang Abgeordneter des House of Commons war und 1970 aufgrund des Life Peerages Act 1958 als Life Peer Mitglied des House of Lords wurde.

## Leben
Slater war nach dem Schulbesuch als Bergmann der Zeche Mainsforth in Ferryhill tätig, die nach dem Inkrafttreten des Coal Industry Nationalisation Act 1946 von der Nationalen Kohlebehörde (National Coal Board) übernommen wurde. Für seine Verdienste wurde er am 9. Juni 1949 mit der British-Empire-Medaille ausgezeichnet. Er wurde als Kandidat der Labour Party bei den Unterhauswahlen am 23. Februar 1950 im Wahlkreis Sedgefield erstmals als Abgeordneter in das House of Commons gewählt und gehörte diesem mehr als zwanzig Jahre lang bis zu den Unterhauswahlen am 18. Juni 1970 an. Bei seiner ersten Wahl sowie den darauf folgenden Wiederwahlen konnte er sich mit jeweils rund 60 Prozent der Wählerstimmen deutlich gegen seine Gegenkandidaten durchsetzen.
Nach dem Wahlsieg der Labour Party bei den Unterhauswahlen vom 15. Oktober 1964 wurde Slater von Premierminister Harold Wilson zum Vize-Generalpostmeister (Assistant Postmaster General) berufen. In dieser Funktion, die er als letzter Assistant Postmaster General bis zur Abschaffung der Funktion durch den Post Office Act 1969 am 30. September 1969 ausübte, war er Stellvertreter und engster Mitarbeiter von vier Generalpostmeistern, und zwar Tony Benn, Edward Short, Roy Mason und John Stonehouse. Im Anschluss übernahm er von Oktober 1969 bis Juni 1970 die Funktion eines Parlamentarischen Sekretärs (Parliamentary Secretary) in dem ebenfalls durch den Post Office Act neu geschaffenen Ministerium für Post und Telekommunikation (Ministry of Posts and Telecommunications).
Nach seinem Ausscheiden aus dem Unterhaus wurde Slater durch ein Letters Patent vom 8. Juli 1970 als Life Peer mit dem Titel Baron Slater, of Ferryhill in the County of Durham, Mitglied des House of Lords und gehörte diesem bis zu seinem Tod an.